# 久保明
久保 明（、1936年〈昭和11年〉12月1日 - ）は、日本の俳優。本名は山内 康儀（）。東京都江東区出身。立教大学文学部卒業。俳優・歌手の山内賢は実弟。

## 来歴・人物
通っていた小学校で演劇が盛んだったことから、教師の勧めで舞台のオーディションを受けて合格。ラジオドラマ『鐘の鳴る丘』の舞台版に子役として出演。中学時代も映画撮影所が近所に多かったことから、教育映画などにも出演。
劇団創作座、劇団薔薇座を経て、1948年に松竹と契約。『鐘の鳴る丘』の映画版でスクリーンデビュー。
1952年、東宝専属となり、『思春期』で本格的に映画俳優の活動を開始。本名での出演だったが、その後は同作品で演じた役名にちなんで「久保明」と改名。
1954年、『潮騒』で共演した青山京子とのコンビで青春映画に連続出演。『大学シリーズ』や『蜘蛛巣城』、『椿三十郎』などに出演。また、ゴジラシリーズやホラー映画『マタンゴ』などの特撮映画にも出演。好青年役を多く演じた。『怪獣大戦争』などで共演した沢井桂子は、久保について礼儀正しい俳優であり、怪獣を見て驚くシーンの演じ方などを教わったことを述懐している。
『ウルトラマン』のハヤタ隊員役の候補にも挙がっていた。ブームになってからはやっておけばよかったという想いも抱いたが、当時は怪獣もの専門として扱われることを嫌っていたという。
1970年代からは舞台とテレビに活動の場を移す。テレビドラマの時代劇やアクションドラマなどでは、悪役を演じた。
日本映画俳優協会理事。公益社団法人あゆみの箱の第6代理事長も中村メイコより引き継ぎ2016年の解散まで務めた。
2013年、第22回日本映画批評家大賞ゴールデン・グローリー賞を受賞した。

## 主な出演

### 映画
- 思春期（1952年、丸山誠治監督）
- 十代の性典（1953年、島耕二監督）
- 続思春期（1953年、本多猪四郎監督） - 前川敬太
- 潮騒（1954年、谷口千吉監督） - 新治
- さらばラバウル（1954年、本多猪四郎監督） - 島田二飛曹
- あんみつ姫（1954年、仲木繁夫監督） - 弓太郎
- あすなろ物語（1955年、堀川弘通監督） - 鮎太
- 歌え！青春はりきり娘（1955年） - 中谷[14]
- 不良少年（1956年、谷口千吉監督） - 光一
- 蜘蛛巣城（1957年、黒澤明監督） - 三木義照
- 雪国（1957年、豊田四郎監督） - 佐一郎
- 大学の侍たち（1957年、青柳信雄監督） - 大久保明
- 青い山脈（1957年、松林宗恵監督） - 金豊六助
- 大学の人気者（1958年、松林宗恵監督） - 滝哲平
- 社長太平記（1959年、松林宗恵監督） - 社長秘書中村
- 大学のお姐ちゃん（1959年、杉江敏男監督） - 大久保昭
- コタンの口笛（1959年、成瀬巳喜男監督） - 田沢清
- 大学の28人衆（1959年、青柳信雄監督） - 大森政彦
- 潜水艦イ-57降伏せず（1959年、松林宗恵監督） - 山野少尉[15]
- 日本誕生（1959年、稲垣浩監督） - 五百木之入日子命[15]
- お姐ちゃん罷り通る（1959年、杉江敏男監督） - 久保田浩
- 上役・下役・ご同役（1959年、本多猪四郎監督） - 中村太郎
- 大学の山賊たち（1960年、岡本喜八監督） - 宇宙
- 独立愚連隊西へ（1960年、岡本喜八監督） - 北原少尉
- トイレット部長（1961年、筧正典監督） - 三上
- 椿三十郎（1962年、黒澤明監督） - 守島隼人
- 妖星ゴラス（1962年、本多猪四郎監督） - 金井達麿[15]
- 忠臣蔵 花の巻・雪の巻（1962年） - 伊達左京亮
- 素晴らしい悪女（1963年、恩地日出夫監督） - 大庭葉介
- マタンゴ（1963年、本多猪四郎監督） - 村井研二[15]
- 士魂魔道 大龍巻（1964年、稲垣浩監督） - 忍者大次郎
- 国際秘密警察 虎の牙（1964年、福田純監督） - 佐久間
- 太平洋奇跡の作戦 キスカ（1965年、丸山誠治監督） - 俵少尉[15]
- ゴジラシリーズ
  - 怪獣大戦争（1965年、本多猪四郎監督） - 鳥居哲男[15][6]
  - 怪獣島の決戦 ゴジラの息子（1967年、福田純監督） - 真城伍郎[15][6]
  - 怪獣総進撃（1968年、本多猪四郎監督） - 山辺克男[15][6]
- 何処へ（1966年、西河克己監督） - 坂本先生
- 幕末てなもんや大騒動（1967年、古沢憲吾監督） - 久坂寅次郎
- 東宝8.15シリーズ
  - 日本のいちばん長い日（1967年、岡本喜八監督） - 石原少佐
  - 連合艦隊司令長官 山本五十六（1968年、丸山誠治監督） - 高野大尉[15]
  - 日本海大海戦（1969年、丸山誠治監督） - 松井大尉[16][15]
  - 激動の昭和史 軍閥（1970年、堀川弘通監督） - 高見参謀
- 斬る （1968年、岡本喜八監督） - 竹井紋之助
- リオの若大将（1968年、岩内克己監督） - 宇野一郎
- 風林火山（1969年、稲垣浩監督） - 馬場美濃守
- ゲゾラ・ガニメ・カメーバ 決戦!南海の大怪獣（1970年、本多猪四郎監督） - 工藤太郎[15]
- 暗号名 黒猫を追え!（1987年、井上梅次監督） - 野々村志郎（演：柴俊夫）の父
- 四十七人の刺客（1994年、市川崑監督） - 土屋相模守
- ガメラ 大怪獣空中決戦（1995年、金子修介監督） - 海竜丸船長
- 卓球温泉（1998年、山川元監督） - 欽也
- アイ・ラヴ・ユー（1999年、大澤豊監督） - 村上昇
- 南京の真実 第1部「七人の死刑囚」（2008年、水島総監督） - 木村兵太郎
- 大仏廻国 The Great Buddha Arrival（2019年、横川寛人監督） - 真城総理大臣

### テレビドラマ
- 夫婦百景（1963年、NTV）
- サラリーマン義経くん奮戦記（1964年、TBS） - 源義経
- 青春とはなんだ 第12話「子供の夢」（1966年、NTV）
- 新・三等重役（1966年、NTV）
- ウルトラQ 第23話「南海の怒り」（1966年、TBS/円谷プロ） - 雄三
- 五人の野武士 第22話「陰謀」（1969年、NTV） - 村上信之助
- 花王愛の劇場 / 氷点（1971年、TBS）
- ぼてじゃこ物語 (1971年、NTV）－平沼(税務署員)
- 荒野の用心棒 第18話「黒い陰謀は波涛を越えて…」（1973年、NET/三船プロ） - 山口文之進
- 銭形平次（CX）
  - 第376話「命を賭けて」（1973年） - 新次郎
  - 第801話「命売ろう」（1982年） - 河内屋
- 遠山の金さん捕物帳 第163話 「幼なじみを愛した女」（1973年、NET） - 深川の新吉
- 伝七捕物帳 第15話「油地獄の女」（1974年、NTV） - 栄二郎
- 傷だらけの天使 第22話「くちなしの花に別れのバラードを」（1975年、NTV） - 瀬川
- TOKYO DETECTIVE 二人の事件簿 第27話「女子大生殺人事件」（1975年、ABC）
- 大江戸捜査網（12ch）
  - 第221話「十手に賭ける遊女秘話」（1975年） - 津島信太郎
  - 第289話「偽情報の罠」（1977年） - 朝倉
  - 第369話「殺意なき用心棒」（1978年） - 牧半平太
- 破れ傘刀舟 悪人狩り（1976年、NET）
  - 第72話「闇に咲いた渡世花」 - 新三
  - 第106話「弥九郎白夜に死す」 - 島崎左平次
- 横溝正史シリーズII / 仮面舞踏会（1978年、MBS） - 笛小路泰久
- そば屋梅吉捕物帳 第14話「黒い十手に悪の華」（1979年、12ch） - 同心・土井源造
- 男! あばれはっちゃく（1980年 - 1982年、ANB）
- 斬り捨て御免! 第1シリーズ 第16話「狼の仮面を斬れ」（1980年、12ch） - 菱田織部
- 桃太郎侍 第207話「ちどり・かもめ 只今特訓中!」（1980年、NTV） - 梅吉
- 新五捕物帳 第132話「花影に母の愛」（1981年、NTV） - 源蔵
- 土曜ワイド劇場 / 山口線「貴婦人号」SL殺人トリック 哀しい汽笛が津和野に響く (1982年、ANB / 大映テレビ)
- ザ・ハングマンシリーズ（ABC）
  - ザ・ハングマンII 第23話「女帝と社長の色と欲　ニセ秘宝展をあばけ」（1982年） - 友部秘書
  - ザ・ハングマン4 第17話「浮気ドライブに追突事故が演出される!」（1985年） - 佐々木欣一（弁護士）
  - ザ・ハングマンV 第22話「三億の豪邸がコソ泥に持ち逃げされる!」（1986年） - 西尾社長（西尾不動産）
  - ザ・ハングマン6 第10話「美少女がエイズの罠にはまる!」（1987年） - 山岸剛輔（山岸不動産社長）
- 松平右近事件帳 第43話「鴉の長吉何故泣くか」（1983年、NTV / ユニオン映画）- 栄次郎
- 太陽にほえろ! 第637話「模擬訓練」（1985年、NTV） - 梶山達哉
- 長七郎江戸日記 第1シリーズ 第101話「頑張れ、おとう」（1986年、NTV / ユニオン映画） - 熊坂半兵衛
- 大河ドラマ / 独眼竜政宗（1987年、NHK） - 田村清顕
- 隠密・奥の細道 第5話「湯煙りに泣く夫婦花」（1988年、TX / G・カンパニー）
- 木曜ゴールデンドラマ（YTV）
  - 女たちの家出ごっこ（1990年）
  - 結婚戦争 逆タマの母（1990年）
- ヒロシマ 原爆投下までの4か月（1996年、NHK） - 豊田貞次郎
- 南町奉行事件帖 怒れ! 求馬 第6話「消えた女囚」（1997年、TBS） - 石出帯刀
- 大岡越前 第15部 第19話「花は知っていた」（1999年1月25日、TBS） - 上州屋

### DVDコメンタリー
- マタンゴ（2003年、東宝映像事業部）

### その他
- 怪獣総進撃ソノシート（1968年） - 山辺克男